# 失控謊言
《失控謊言》（英語：White Lies, Black Lies），是一部於2016年上映的犯罪心理電影，改編自1967年發生於台北市萬華區的「七彩藝苑命案」，由許瑋甯、王柏傑、陳庭妮領銜主演。臺灣於2016年4月15日上映。

## 劇情簡介
一宗命案，三個偶然重疊的生命，萬千謎團與深陷泥淖的真相。彩虹法藝老闆娘意外遇害，頸部被利刃深深劃開，老闆蘇俊傑（王柏傑 飾）離奇失蹤，陪同逃亡的竟是初戀情人周曉晨（許瑋甯 飾），沸沸揚揚的新聞事件，更引來周刊記者美玉（陳庭妮 飾）的密切關注，身為兩人國中同學的她，以協助澄清為由，取得獨家專訪機會，卻也意外抖出多年前另一起草草了結的命案。靈感取自70年代轟動台灣的真實社會案件，撲朔迷離的男女關係、懸疑難辨的兇殺真相，直指人性最深層的黑暗角落。

## 演員
| 演員   | 角色       | 備註             |
| 許瑋甯 | 周曉晨     | 家庭主婦。       |
| 王柏傑 | 蘇俊傑     | 彩虹髮藝店老闆。 |
| 陳庭妮 | 莊美玉     | 周刊記者。       |
| 張翰   | 主編       |                  |
| 黃鐙輝 | 神探阿添   |                  |
| 藍葦華 | 周曉晨丈夫 |                  |
| 許乃涵 | 邱麗娟     |                  |

## 拍攝場景
桃園市楊梅區富岡老街

## 獎項
| 年份   | 獲提名 | 獎項                   | 結果 |
| ------ | ------ | ---------------------- | ---- |
| 2016年 | 陳庭妮 | 第53屆金馬獎最佳新演員 | 提名 |

## 外部連結
- 失控謊言的Facebook專頁
- AllMovie上《失控謊言》的资料（英文）
- Yahoo奇摩電影上《失控謊言》的資料（繁體中文）
- 開眼電影網上《失控謊言》的資料（繁體中文）
- 香港影庫上《失控謊言》的資料（繁體中文）
- 时光网上《失控謊言》的資料（简体中文）
- 豆瓣电影上《失控謊言》的資料 （简体中文）
- 互联网电影数据库（IMDb）上《失控謊言》的资料（英文）